# Siglé
Siglé là một tổng của tỉnh Boulkiemdé ở miền trung Burkina Faso. Dân số năm 2005 là 31.279 người. Thủ phủ của tổng này là thị xã Siglé.

## Các thị xã và các làng
• Thị xã Siglé • Balogho • Bologo • Boukou • Dacissé • Daurnogomdé • Kouria • Lallé • Makoula • 
Nafougo • Palagré • Palilgogo • Séguédin • Semtenga • Temnaoré • Tia • Tio • Yargo